# کوزو اکاموتو
کوزو اکاموتو (به ژاپنی: 岡本公三) ژاپنی عضو ارتش سرخ ژاپن است که با همکاری جبهه خلق برای آزادی فلسطین به کشتار مسافران غیرنظامی فرودگاه بین‌المللی بن گوریون دست زد.
در ۳۰ مهٔ ۱۹۷۲، کوزو اکاموتو به همراه یاسویوکی یاسودا و سویوشی اکودایرا توسط پرواز ۱۳۲ خطوط هوایی فرانسه از فرودگاه شهر سان خوآن کشور پورتوریکو به فرودگاه بین‌المللی بن گوریون در شهر تل‌آویو اسرائیل رسیدند. بعد از هواپیما پیاده شدند و به سمت قسمت بازرسی وسایل مسافران حرکت کردند. آن‌ها هنگام تحویل گرفتن وسایلشان، مسلسل‌های خود را که درون بسته‌بندی لباس پنهان کرده بودند بیرون‌آورده و شروع به تیراندازی به سمت مسافران حاضر در قسمت بازرسی وسایل نمودند.
این عملیات حاصل همکاری جبهه خلق برای آزادی فلسطین و ارتش سرخ ژاپن بود. در این عملیات ۲۵ نفر کشته‌شده و ۷۱ نفر زخمی‌شدند . یاسویوکی یاسودا در اثر تمام‌شدن مهمات کشته‌شد. سویوشی اکودایرا با منفجرکردن یک نارنجک در جلو ی بدنش خودکشی کرد و کوزو اکاموتو هنگامی که می‌خواست به ترمینال فرودگاه فرار کند دستگیر شد. بیشتر کشته‌شدگان مسیحیان اهل پورتوریکو بودند که برای انجام مراسم مذهبی به اسرائیل سفر کرده بودند.
در بیانیه‌ای که توسط جبهه خلق برای آزادی فلسطین منتشر کرد، مسئولیت عملیات را ارتش سرخ ژاپن عهده‌دار شد، عملیات دیر یاسین نامیده شده است. این نام‌گذاری نشانگر آن بود که این عملیات در پاسخ به جنایت سال ۱۹۴۸ اسرائیل در دیر یاسین انجام‌گرفته‌است. همچنین این بیانیه اعلام داشت این عملیات توسط جوخه‌های شهید پاتریک آرگوئللو انجام‌شده‌است. پاتریک آرگوئللو دو سال قبل‌تر در ۶ سپتامبر ۱۹۷۰ در عملیات مشترکی با لیلا خالد از اعضای جبهه خلق برای آزادی فلسطین برای گروگران‌گیری چهار هواپیمای جت آمریکایی مورد اصابت گلوله قرارگرفت و کشته‌شد.
کوزو اکاموتو به جرم کشتار غیرنظامیان به حبس ابد محکوم‌شد. در ۲۳ ژوئیهٔ ۱۹۷۳ جبهه خلق برای آزادی فلسطین به همراه ارتش سرخ ژاپن پرواز ۴۰۴ خطوط هوایی ژاپن را گروگان گرفتند تا در عوض آزادی کوزو اکاموتو مسافران را آزاد کنند ولی دولت اسرائیل این مبادله را قبول نکرد . کوزو اکاموتو بعد از ۱۳ سال در سال ۱۹۸۵ جزو زندانیانی بود که توسط مبارزان فلسطینی در جریان یک مبادله آزادشد . بعد از آزادی از زندان اسرائیل ابتدا به لیبی سپس سوریه رفت و سرانجام در لبنان دوباره به ارتش سرخ ژاپن پیوست.
در ۱۵ فوریهٔ ۱۹۹۷ دولت لبنان پنج عضو ارتش سرخ ژاپن را به نام‌های هاروو واکو، ماسائو آداچی، ماریکو یاماموتو، کازیرو توهیرو و کوزو اکاموتو را به بهانهٔ جعلی‌بودن گذرنامه و تخلفات ویزا بازداشت کرد . در ۳۱ ژوئیهٔ ۱۹۹۷ توسط دادگاهی که قاضی آن سهیل ابوسمس بود، این پنج عضو ارتش سرخ ژاپن هر کدام به ۳ سال زندان محکوم شدند . بعد از اتمام دوران محکومیت چهارتن، یعنی همگی به جز کوزو اکاموتو به شهر امان کشور اردن و از امان از طریق روسیه به ژاپن بازگردانده شدند . دولت لبنان به کوزو اکاموتو به دلیل شرکت داشتن در عملیات مقاومت علیه اسرائیل و تحمل زندان‌های اسرائیل پناهندگی سیاسی اعطا کرد.
در حال حاضر او توسط دولت ژاپن تحت تعقیب است و دولت ژاپن درخواست استرداد او را به لبنان داده‌است . این در حالی است که این درخواست در هنگامی که او در حال تحمل زندان در اسرائیل بود درخواست نشد تا شاید باعث آزادی او شود.